# رودی فیشر
رودولف «رودی» فیشر (فرانسوی: Rudolf "Rudi" Fischer‎؛ زادهٔ ۱۹ آوریل ۱۹۱۲ در اشتوتگارت، وورتمبرگ، درگذشتهٔ ۳۰ دسامبر ۱۹۷۶ در لوسرن) رانندهٔ مسابقات اتومبیل‌رانی فرمول یک اهل سوئیس بود که از فصل ۱۹۵۱ تا ۱۹۵۲ در مجموع در هشت گراند پری شرکت کرد.
او در طول دوران فعالیت خود در فرمول یک، ۲ بار بر روی سکو رفت و ۱۰ امتیاز را نیز به نام خود به‌ثبت رساند.
فیشر در ۳۰ دسامبر ۱۹۷۶ در لوسرن درگذشت.